# Ashraf Saber
Ashraf Saber (اشرف صابر; Roma, 2 aprile 1973) è un ex ostacolista e velocista italiano.
È stato campione mondiale juniores dei 400 m hs a Seul 1992 divenendo il primo atleta italiano a vincere l'oro ai Mondiali juniores di atletica leggera.
Di madre italiana e padre egiziano, è soprannominato "il nubiano di Roma", per via delle sue origini nubiane. In carriera vanta anche un argento mondiale indoor con la staffetta 4×400 metri, nonché un argento ed un bronzo a livello individuale agli Europei indoor.

## Biografia
Giovane promessa dei 400 metri, sia piani che ad ostacoli, allenato dal prof. Dario Corona, in carriera non soddisferà del tutto le aspettative per via di un serio infortunio al ginocchio.
In carriera ha vinto diverse medaglie in manifestazioni internazionali tra prove individuali e staffetta, tra queste spiccano soprattutto il titolo mondiale juniores dei 400 hs a Seul 1992, l'argento ai Mondiali indoor 1995 con la staffetta 4×400 metri, nonché un argento ed un bronzo nei 400 metri piani agli Europei indoor 1996 e 1998.
A queste si aggiungono la partecipazione ai Giochi olimpici di Atlanta del 1996, sia nei 400 hs che in staffetta, ed il primato nazionale indoor dei 400 metri piani ottenuto nel 1998 abbattendo per la prima volta, nella storia dell'atletica leggera italiana, il muro dei 46 secondi.
Le migliori prestazioni outdoor in carriera sono di 45"55 nei 400 metri piani, realizzata nel 1998, e di 49"08 nei 400 metri ostacoli del 1996. A livello indoor la prestazione sui 400 metri piani di 45"99, realizzata in occasione della medaglia d'argento vinta agli Europei indoor del 1998.

## Record nazionali
Seniores
- 400 metri piani indoor: 45"99 ( Valencia, 1º marzo 1998)

Juniores
- 400 metri ostacoli: 49"84 ( Rieti, 6 settembre 1992)

## Palmarès
| Anno | Manifestazione           | Sede       | Evento      | Risultato  | Prestazione | Note                                     |
| ---- | ------------------------ | ---------- | ----------- | ---------- | ----------- | ---------------------------------------- |
| 1991 | Europei juniores         | Salonicco  | 400 m hs    | Argento    | 51"21       |                                          |
| 1991 | Europei juniores         | Salonicco  | 4×400 m     | 5º         | 3'11"56     |                                          |
| 1992 | Mondiali juniores        | Seul       | 400 m hs    | Oro        | 50"02       |                                          |
| 1992 | Mondiali juniores        | Seul       | 4×400 m     | 8º         | 3'11"33     |                                          |
| 1993 | Mondiali militari        | Tours      | 400 m hs    | Argento    |             |                                          |
| 1993 | Mondiali militari        | Tours      | 4×400 m     | Argento    |             |                                          |
| 1994 | Europei                  | Helsinki   | 400 m hs    | Batteria   | 50"87       |                                          |
| 1994 | Europei                  | Helsinki   | 4×400 m     | 4º         | 3'03"46     |                                          |
| 1995 | Giochi mondiali militari | Roma       | 4×400 m     | Bronzo     | 3'05"58     |                                          |
| 1995 | Mondiali indoor          | Barcellona | 400 m piani | Semifinale | 47"33       |                                          |
| 1995 | Mondiali indoor          | Barcellona | 4×400 m     | Argento    | 3'09"12     |                                          |
| 1996 | Europei indoor           | Stoccolma  | 400 m piani | Bronzo     | 46"86       |                                          |
| 1996 | Giochi olimpici          | Atlanta    | 400 m hs    | Batteria   | 49"71       |                                          |
| 1996 | Giochi olimpici          | Atlanta    | 4×400 m     | Semifinale | 3'02"56     |                                          |
| 1997 | Mondiali indoor          | Parigi     | 4×400 m     | Batteria   | 3'09"98     |                                          |
| 1997 | Giochi del Mediterraneo  | Bari       | 4×400 m     | Bronzo     | 3'03"08     |                                          |
| 1997 | Mondiali                 | Atene      | 400 m hs    | Semifinale | 49"36       |                                          |
| 1997 | Mondiali                 | Atene      | 4×400 m     | 7º         | 3'01"52     | Miglior prestazione personale stagionale |
| 1998 | Europei indoor           | Valencia   | 400 m piani | Argento    | 45"99       | Record nazionale                         |
| 1998 | Europei                  | Budapest   | 400 m piani | 6º         | 45"67       |                                          |
| 1998 | Europei                  | Budapest   | 4×400 m     | 4º         | 3'02"48     |                                          |
| 2002 | Europei indoor           | Vienna     | 400 m piani | Batteria   | 47"20       |                                          |

## Campionati nazionali
- 1 volta campione nazionale assoluto dei 400 metri piani (2000)
- 4 volte campione nazionale assoluto indoor dei 400 metri piani (1995, 1996, 1998, 2002)

1994
- Oro ai Campionati italiani assoluti (Napoli), staffetta svedese - 1'51"32

1995
- Oro ai Campionati italiani assoluti indoor, 400 m piani

1996
- Oro ai Campionati italiani assoluti indoor, 400 m piani

1998
- Oro ai Campionati italiani assoluti indoor, 400 m piani

2000
- Oro ai Campionati italiani assoluti (Milano), 400 m piani - 46"68

2002
- Oro ai Campionati italiani assoluti indoor, 400 m piani

## Altre competizioni internazionali
1998
- 5º in Coppa del mondo ( Johannesburg), 400 m piani - 46"54